# Takeda Nobuyoshi (1128–1186)

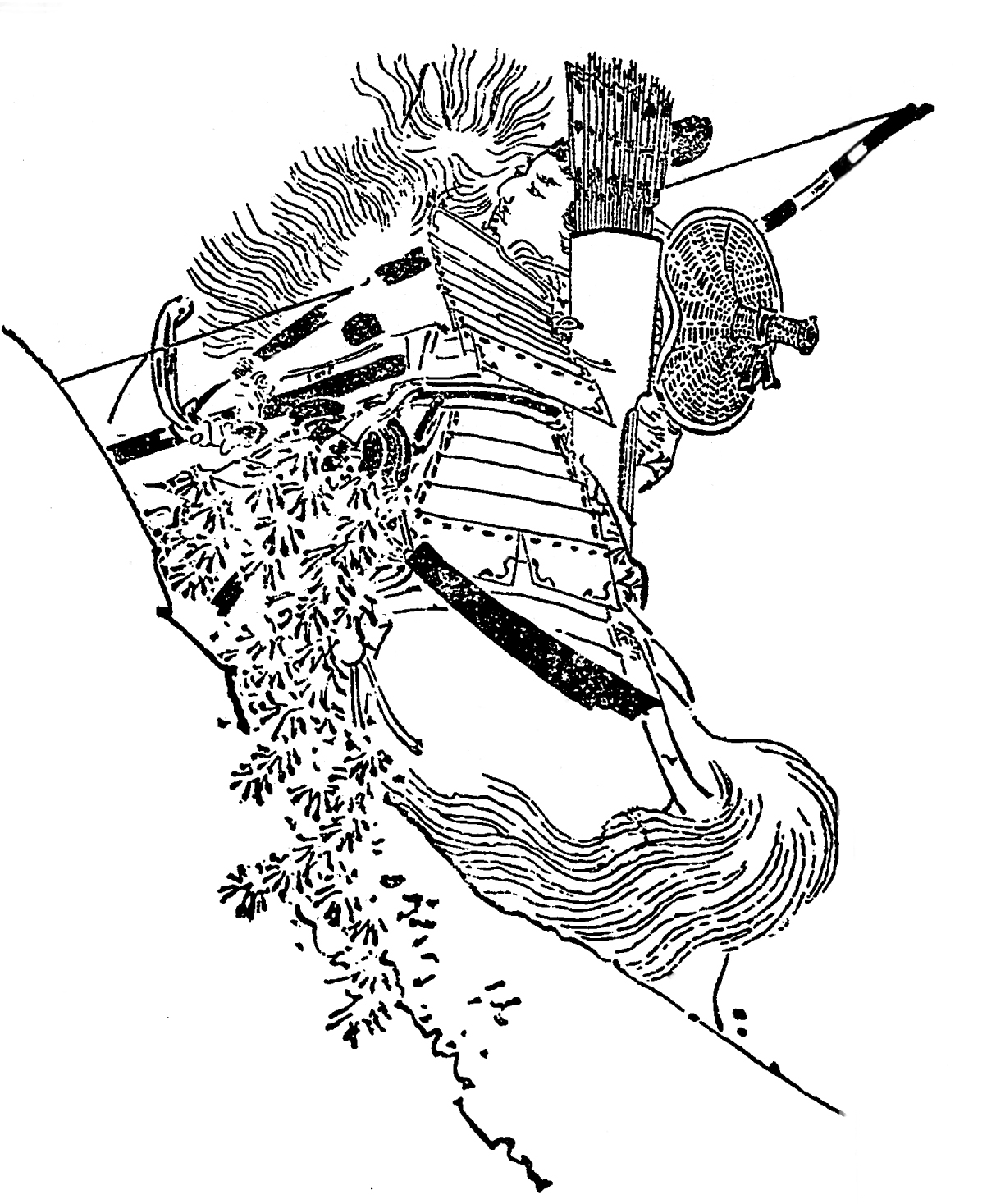
Takeda Nobuyoshi in der damals üblichen Kampfmontur.

Takeda Nobuyoshi (jap. 武田 信義; * 15. August 1128; † 7. August 1186) war Samurai-Feldherr gegen Ende der Heian-Zeit und zu Beginn der Kamakura-Zeit. Er war maßgeblich an der Errichtung des ersten Shōgunats in Japan beteiligt auf Seiten des späteren Shōguns Minamoto no Yoritomo. Die Minamoto sind zugleich auch das Haupthaus (Ahnenhaus) der Takeda, er ist Neffe des ersten Shoguns. Er war der Sohn von Minamoto Kiyomitsu (源清光) Aufgrund seiner persönlichen Beteiligung im Krieg gegen die Taira (Genpeikrieg), in der er ein sehr großes Truppenkontingent befehligte, kam das erste Shogunat zustande, womit er einer der wichtigsten Vasallen des ersten Shoguns war. Dadurch bekam er Ländereien zur Verwaltung zugeteilt und begründete damit einen der stärksten Klans des gesamten Japanischen Mittelalters, von der Kamakura-Zeit bis zum Ende der Sengoku-Zeit. (Siehe: Takeda (Klan)) Er hatte hohe Ämter in der Provinz Tōtōmi und der Provinz Suruga inne.
Er ist berühmt dafür, eine Militärschule und eine Bogenschussschule aufgebaut zu haben, die über seine Lebzeiten hinaus großen Einfluss hatten. Sein Grab befindet sich im Ganjō-ji (願成寺) in Nirasaki in der heutigen Präfektur Yamanashi. 